# Trollius membranostylis
Trollius membranostylis là một loài thực vật có hoa trong họ Mao lương. Loài này được Hult�n miêu tả khoa học đầu tiên.